# Talavera aequipes
Talavera aequipes là một loài nhện trong họ Salticidae.
Loài này thuộc chi Talavera. Talavera aequipes được Octavius Pickard-Cambridge miêu tả năm 1871.